# خیران بره
خیران بره، روستایی از توابع بخش درب گنبد شهرستان کوهدشت در استان لرستان ایران است.
و از آثار باستانی آن میتوان به تپه چغا مهره نام برد.

## جمعیت
این روستا در دهستان بلوران منطقه کشماهور قرار دارد و طبق سرشماری سال 1385جمعیت آن 298نفر میباشد 